# Football Club Machida Zelvia
Maillots
Actualités
Le FC Machida Zelvia (ＦＣ町田ゼルビア) est un club japonais de football basé à Machida dans la préfecture de Tokyo. Le club évolue en J.League 1.

## Historique
Il a été fondé en 1989 sous le nom de FC Machida Top et a été rebaptisé FC Machida Zelvia en 1995. Est a rejoint la J League en 2012. Il a été rétrogradé à la JFL l'année suivante, mais à partir de 2014, il a de nouveau rejoint la J. League avec la nouvelle J.League 3.
Sept ans après sa promotion en J.League 2 et une quatrième place en 2018, c'est le 22 octobre 2023, que le club de Machida est promu pour la première fois en J.League 1 et c'est seulement une semaine après que le club s'adjuge le titre en J.League 2 2023.
"Zelvia" est un mot inventé qui combine le nom anglais "ZELKOVA" de zelkova, qui est un arbre de la ville de Machida, et "SALVIA", qui est une fleur de la ville de Machida. L'emblème avec le motif du "Z" de ZELVIA et du "M" de MACHIDA a trois lignes dessinées pour exprimer la position de base du club d'être une trinité de "citoyens", "administration" et "équipe".

## Palmarès
| Compétitions nationales                                                                                    | Compétitions internationales |
| - Championnat du Japon de D2 (1) - Champion : 2023 - Championnat du Japon de D3 (0) - Vice-champion : 2015 | - Néant                      |

## Joueurs et personnalités du club

### Entraîneurs
Le tableau suivant présente la liste des entraîneurs du club depuis 2008.
| Rang | Nom             | Période   |
| ---- | --------------- | --------- |
| 1    | Tetsuya Totsuka | 2008-2010 |
| 2    | Naoki Sōma      | 2010-2011 |

| Rang | Nom             | Période   |
| ---- | --------------- | --------- |
| 3    | Ranko Popović   | 2011-2012 |
| 4    | Osvaldo Ardiles | 2012      |

| Rang | Nom            | Période   |
| ---- | -------------- | --------- |
| 5    | Yutaka Akita   | 2012-2013 |
| 6    | Naoki Kusunose | 2013-2014 |

| Rang | Nom           | Période     |
| ---- | ------------- | ----------- |
| 7    | Naoki Sōma    | 2014-2020   |
| 8    | Ranko Popović | depuis 2020 |

### Effectif actuel
Mise à jour le 11 juillet 2024.
| N° | Nat.                       | Poste | Nom du joueur    |
| -- | -------------------------- | ----- | ---------------- |
| 1  | Drapeau du Japon           | G     | Kosei Tani       |
| 2  | Drapeau du Japon           | D     | Masayuki Okuyama |
| 3  | Drapeau du Japon           | D     | Gen Shoji        |
| 4  | Drapeau du Japon           | D     | Jurato Ikeda     |
| 5  | Drapeau du Kosovo          | D     | Ibrahim Drešević |
| 6  | Drapeau du Japon           | M     | Junya Suzuki     |
| 8  | Drapeau du Japon           | M     | Keiya Sento      |
| 9  | Drapeau du Japon           | A     | Shota Fujio      |
| 10 | Drapeau de la Corée du Sud | A     | Sang-ho Na       |
| 11 | Drapeau du Brésil          | A     | Erik Lima        |
| 14 | Drapeau de la Corée du Sud | D     | Min-kyu Jang     |
| 15 | Drapeau de l'Australie     | A     | Mitchell Duke    |
| 16 | Drapeau du Japon           | M     | Zento Uno        |
| 17 | Drapeau du Japon           | M     | Shoto Inaba      |
| 18 | Drapeau du Japon           | M     | Hokuto Shimoda   |
| 19 | Drapeau du Japon           | A     | Takaya Numata    |
| 22 | Drapeau du Japon           | A     | Kazuki Fujimoto  |
| 26 | Drapeau du Japon           | D     | Kotaro Hayashi   |

| No. | Nat.                       | Position | Nom du joueur            |
| --- | -------------------------- | -------- | ------------------------ |
| 30  | Drapeau du Japon           | A        | Yuki Nakashima           |
| 33  | Drapeau du Japon           | D        | Henry Heroki Mochizuki   |
| 37  | Drapeau du Japon           | A        | Kosei Ashibe             |
| 38  | Drapeau du Japon           | M        | Tenshiro Takasaki        |
| 39  | Drapeau du Chili           | A        | Byron Vásquez            |
| 41  | Drapeau du Japon           | M        | Takuya Yasui             |
| 42  | Drapeau du Japon           | G        | Koki Fukui               |
| 28  | Drapeau du Japon           | G        | Louis Thébault-Yamaguchi |
| 44  | Drapeau du Japon           | D        | Yoshitaka Aoki           |
| 45  | Drapeau du Japon           | M        | Kai Shibato              |
| 47  | Drapeau du Japon           | M        | Shunta Araki             |
| 49  | Drapeau du Japon           | D        | Kanji Kuwayama           |
| 50  | Drapeau du Japon           | G        | Anton Burns              |
| 55  | Drapeau du Japon           | D        | Daisuke Matsumoto        |
| 90  | Drapeau de la Corée du Sud | A        | Se-hun Oh                |
| 99  | Drapeau du Japon           | M        | Daigo Takahashi          |

## Bilan saison par saison
Ce tableau présente les résultats par saison de Machida Zelvia dans les diverses compétitions nationales et internationales depuis la saison 2012.
| Saison | Championnat | Championnat | Championnat | Championnat | Championnat | Championnat | Championnat | Championnat | Championnat | Championnat | Coupe du Japon | Coupe de la Ligue |
| Saison | Division    | Pos         | Pts         | J           | V           | N           | D           | BP          | BC          | Diff.       | Coupe du Japon | Coupe de la Ligue |
| ------ | ----------- | ----------- | ----------- | ----------- | ----------- | ----------- | ----------- | ----------- | ----------- | ----------- | -------------- | ----------------- |
| 2012   | J2 League   | 22e         | 32          | 42          | 7           | 11          | 14          | 34          | 67          | -33         | 4e tour        | -                 |
| 2013   | JFL         | 4e          | 61          | 34          | 18          | 7           | 9           | 51          | 44          | +7          | -              | -                 |
| 2014   | J3 League   | 3e          | 68          | 33          | 20          | 8           | 5           | 59          | 22          | +37         | -              | -                 |
| 2015   | J3 League   | 2e          | 78          | 36          | 23          | 9           | 4           | 52          | 18          | +34         | 4e tour        | -                 |
| 2016   | J2 League   | 7e          | 65          | 42          | 18          | 11          | 13          | 53          | 44          | +9          | 1er tour       | -                 |
| 2017   | J2 League   | 16e         | 50          | 42          | 11          | 17          | 14          | 53          | 53          | 0           | 2e tour        | -                 |
| 2018   | J2 League   | 4e          | 76          | 42          | 21          | 13          | 8           | 62          | 44          | +18         | 3e tour        | -                 |
| 2019   | J2 League   | 18e         | 43          | 42          | 9           | 16          | 17          | 36          | 59          | -23         | 2e tour        | -                 |
| 2020   | J2 League   | 19e         | 49          | 42          | 12          | 13          | 17          | 41          | 52          | -11         | -              | -                 |
| 2021   | J2 League   | 5e          | 72          | 42          | 20          | 12          | 10          | 64          | 38          | +26         | 2e tour        | -                 |
| 2022   | J2 League   | 15e         | 51          | 42          | 14          | 9           | 19          | 51          | 50          | +1          | 2e tour        | -                 |
| 2023   | J2 League   | 1er         | 87          | 42          | 26          | 9           | 7           | 79          | 35          | +44         | 4e tour        | -                 |
| 2024   | J1 League   | 3e          | 66          | 38          | 19          | 9           | 10          | 54          | 34          | +20         | 2e tour        | Quarts de finale  |
| Saison | Division    | Pos         | Pts         | J           | V           | N           | D           | BP          | BC          | Diff.       | Coupe du Japon | Coupe de la Ligue |
| Saison | Championnat |             |             |             |             |             |             |             |             |             | Coupe du Japon | Coupe de la Ligue |